# Fort Victoria

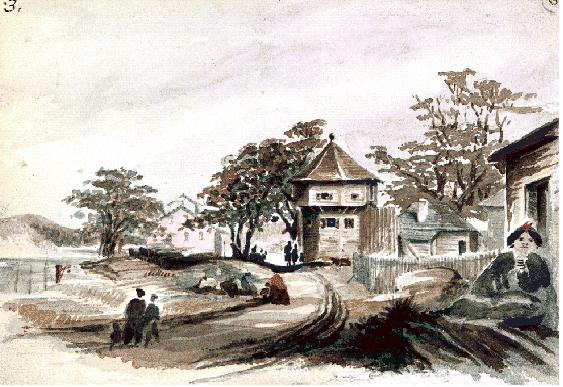
A torre sudoeste de Fort Victoria, aquarela de 1860.

Fort Victoria foi um posto avançado de comércio de peles no século XIX, na Colúmbia Britânica e que servia como quartel de operações da Companhia da Baía de Hudson (HBC). O forte foi o início do povoado que mais tarde cresceu até tornar-se na atual Victoria, a capital da Colúmbia Britânica.
Outro quartel de operações da HBC na costa oeste, naquele tempo, era o Fort Vancouver (atual Vancouver, Washington, não confundir com Vancouver que foi fundada em 1886), mas tinha lutado durante anos para possibilitar algum lucro; sua localização era difícil de ser defendida, inacessível pelos navios e muito distante das peles lucrativas da Nova Caledônia. A companhia enviou James Douglas para construir um forte um pouco mais ao norte da Ilha Vancouver.
Construído em 1843 no local então chamado de Camosun (a palavra nativa era "camosack", significando "água corrente") e logo conhecida por "Fort Albert", o assentamento foi mais tarde chamado de Fort Victoria, em homenagem a Rainha.  O forte foi construído usando mão-de-obra das primeiras pessoas locais da nação, que foram pagas  pela Companhia da Baía de Hudson por cada 40 estacas que eles cortavam. O povo songhees da ilha logo fundou uma aldeia que ia desde do porto até o forte. A aldeia dos songhees mais tarde mudou-se para o norte de Esquimalt.